# Distrito de Mzimba
El distrito de Mzimba es uno de los veintisiete distritos de Malaui y uno de los seis de la región del Norte. Cubre un área de 10.430 km² y alberga una población de 940 184 personas. La capital es Mzimba.
- Datos: Q1045435
- Multimedia: Mzimba district / Q1045435